# Rode muskaatduif
De rode muskaatduif (Ducula rufigaster) is een vogel uit de familie der Columbidae (Duiven en tortelduiven).

## Verspreiding en leefgebied
Deze soort is endemisch in Nieuw-Guinea en telt twee ondersoorten:
- D. r. rufigaster: westelijk Papoea, noordwestelijk en zuidelijk Nieuw-Guinea.
- D. r. uropygialis: noordelijk Nieuw-Guinea en het eiland Japen.